# Lago di Fontana Bianca
Il lago di Fontana Bianca (Weißbrunnsee in tedesco) è un lago artificiale che si trova a 1.872 m.s.l.m. nel comune di Ultimo in Alto Adige.

## La centrale idroelettrica

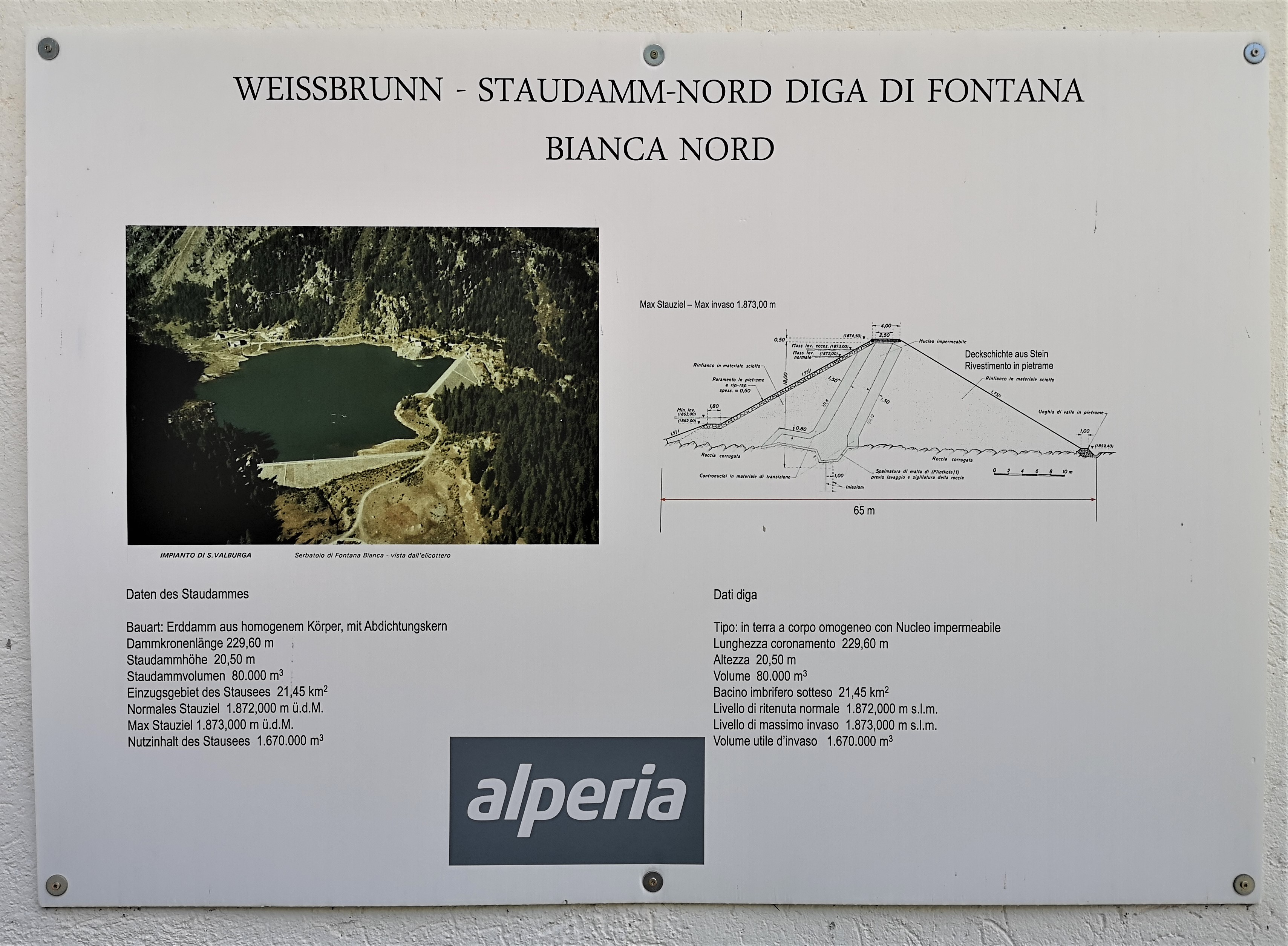
Scheda tecnica delle diga presente in loco

Il lago è formato da due dighe relativamente piccole a gravità in terra e rocce costruite tra il 1957 e il 1959.
La centrale idroelettrica collegata al lago sfrutta un salto di 731 m e dispone di due turbine Pelton per una potenza massima di 44 MW e una produzione annua di 91 GWh.
Nel 1963 la centrale fu ristrutturata per permettere lo sfruttamento anche delle acque provenienti dal lago di Quaira.